# طاهر بن حسین
ابوالطَیّب طاهر بن حسین (۱۵۹–۲۰۷ هجری قمری / ۷۷۵–۸۲۲ میلادی) ملقب به طاهر ذوالیمینین، یکی از سرداران ایرانی‌تبار مأمون، خلیفهٔ عباسی، بود که سلسلهٔ طاهریان را در خراسان بنیان نهاد.
در ابتدا، وی مانند پدران خود در خدمت عباسیان درآمد و از سمت آنان بر پوشنگ امارت یافت. او سپهسالار مأمون، در جریان جنگ وی با خلیفهٔ وقت، یعنی امین، بود. وی در نبرد ری با علی بن عیسی، سردار امین، توانست بر وی غلبه کند. سپس در سلسله جنگ‌هایی سرزمین‌های خلافت را تحت سلطهٔ مأمون درآورد و با محاصره و فتح بغداد و قتل امین، راه را برای خلافت رسمی مأمون بر سرزمین‌های اسلامی هموار کرد.
طاهر همچنین به فرمان مأمون، مأموریت سرکوب شورش نصر بن شبث در غرب خلافت را بر عهده گرفت، که در این راه ناکام ماند. او سپس، از جانب مأمون به مناصب مهمی در بغداد از جمله ریاست شرطه گماشته شد و پس از طی مدتی، با تلاش‌های مستمر و همچنین سوابق خدماتش، امارت خراسان و سرزمین‌های شرقی خلافت عباسی را به دست آورد. وی در شرق به سرکوب خوارج پرداخت و تا حدودی آنان را عقب راند. طاهر پس از مدتی و در نتیجهٔ شرایط موجود، با حذف نام خلیفه از سکه و خطبهٔ نماز جمعه، اعلام استقلال کرد؛ اما پس از مدتی کوتاه به مرگ طبیعی وفات یافت یا ترور شد. بدین ترتیب، نخستین سلسلهٔ نیمه مستقل ایرانی پس از اسلام با نام طاهریان در شرق خلافت اسلامی شکل گرفت و نیم قرن دوام یافت.
گفته می‌شود که او دارای کفایت و توانایی زیادی در امر حکومت و نظارت بر کارگزارانش بود و همچنین به شعر و ادبیات عرب و شعرا و دانشمندان علاقه داشت و آنان را مورد حمایت قرار می‌داد؛ چنان‌که فرزندان و نوادگانش نیز بر طریق او رفتند. همچنین توانایی او در استعمال و نگارش زبان عربی زبانزد بود و اثری از او در اثبات این امر به یادگار مانده است.

## منبع‌شناسی
منابع مربوط مربوط به عهد طاهریان را می‌توان به چند گروه تقسیم کرد.

## طاهر در زمان جنگ داخلی بین امین و مأمون

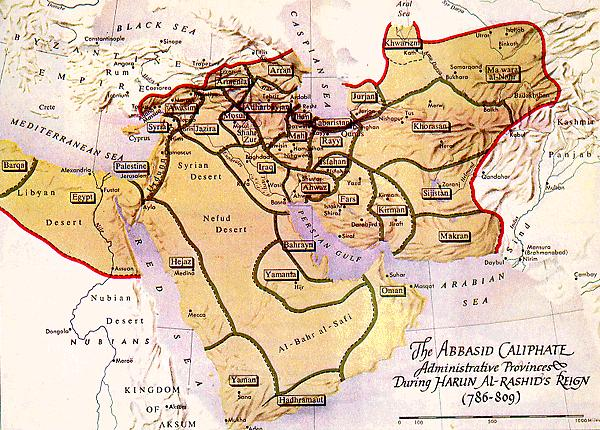
ایالت‌های اداری خلافت عباسی در طول سلطنت هارون‌الرشید (۸۰۹–۷۸۶ م)

### نبرد ری

مسیر لشکرکشی‌های طرفین درگیر در جریان جنگ‌های امین و مأمون